# Dinsmore Alter

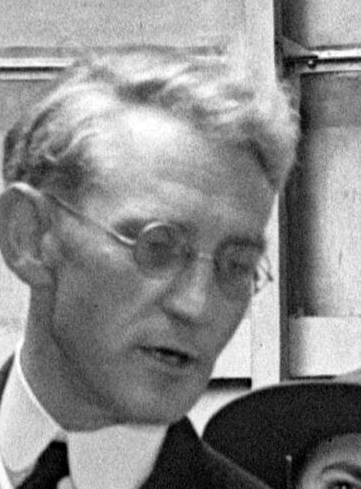
Dinsmore Alter

Dinsmore Alter (Colfax (Washington), 28 maart 1888 – 20 september 1968) was een Amerikaans astronoom en meteoroloog.

## Biografie
Hij volgde zijn eerste wetenschappelijke opleiding aan het Westminster College in Pennsylvania. Nadat hij als bachelor in de wetenschappen afstudeerde in 1909 trouwde hij met Ada McClelland. Het paar kreeg een kind dat Helen heette. 
Hij behaalde een master in astronomie en meteorologie aan de universiteit van Pittsburgh. In 1911 werd hij lector aan de universiteit van Alabama waar hij fysica en astronomie gaf. Het jaar erop werd hij assistent-prof om uiteindelijk in 1913 als professor te worden aangesteld.
Hij verhuisde  in 1914 naar de universiteit van Californië in Berkeley waar hij astronomie doceerde terwijl hij zijn doctoraat deed. 
Hij behaalde zijn doctoraat in astronomie in 1916. Hij werd assistent-professor astronomie aan de Universiteit van Kansas in 1917, maar trad hetzelfde jaar nog in dienst van het leger toen de Verenigde Staten deelnamen aan de Eerste Wereldoorlog. Hij was majoor in het leger.
Hij vervolgde zijn werk aan de universiteit van Kansas bij zijn terugkeer in 1918 en bleef daar gedurende 20 jaar werkzaam. Uiteindelijk werd hij daar in 1924 benoemd tot professor.
Hij was tussen 1925 en 1927 ondervoorzitter van de American Meteorological Society (Amerikaanse Meteorologische vereniging).
In 1935 nam hij verlof aan de universiteit van Kansas om directeur van het Griffith-observatorium te worden. Een jaar later nam hij ontslag als professor om directeur te kunnen blijven van het observatorium. In dezelfde periode was hij ook onderzoeksassistent aan het Caltech in Pasadena. 
Bij het aanbreken van de Tweede Wereldoorlog trad hij opnieuw, nu als kolonel in een transportdivisie, in dienst. Na de oorlog bleef hij in de reserves in Fort MacArthur in Los Angeles.

## Studiegebied
In het begin van zijn studies legde hij zich vooral toe op observaties van de zon. Maar na de oorlog verschoof dit naar de maan. Na verloop van tijd werd hij een expert op het vlak van maangeologie en de geschiedenis ervan. Hij bleef ook actief op het vlak van onderzoek en werd in 1950 zelfs even voorzitter van de Astronomical Society of the Pacific.
Hij gebruikte in 1956 een 60 inch reflectortelescoop in het Mount Wilson Observatory om de bodem van de krater Alphonsus te onderzoeken. 
Hij ging op 31 maart 1958 met pensioen maar bleef actief en schreef meerdere boeken over astronomie. Hij was tevens nog directeur emeritus aan het Griffith Observatorium.

## Eerbetoon
- Lid van de Royal Astronomical Society.
- Guggenheim Fellowship leerstoel in de periode 1929 - 1930.
- Ere doctoraat aan het Monmouth College in 1941.
- G. Bruce Blair award in 1958.
- Pendray Aerospace Literature Award in 1965.
- De krater Alter op de maan werd naar hem genoemd.